# أصنوفة

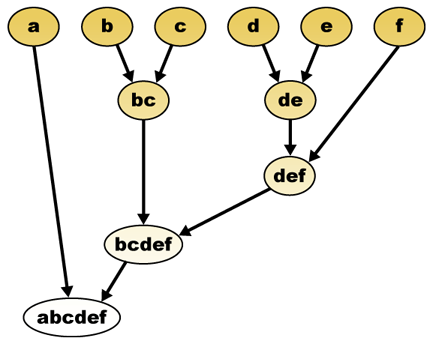
تصنيف الحروف الأبجدية وجمعها في أصانيف مستقلة على نحو هرمي

الأصنوفة أو وَحَْدَةَ تصنيفية في الأحياء هي وحدة تنظيمية تضم عددا من المتعضيات ويطلق على كل أصنوفة اسم خاص. ويجب أن يخضع هذا الاسم لضوابط الاسم العلمي وغالبا ما يدون الاسم باللغة اللاتينية أوالإغريقية حتى لو كان مخالفا للاسم الشائع بوجه كبير.فالخروف على سبيل المثال اسمه العلمي Ovis aries والدجاجة Gallus gallus domesticus وهكذا دواليك. وكل أصنوفة لها مرتبة تصنيفية خاصة بها. ويتم تصنيف مجموعة من المتعضيات كأصنوفة إذا تمايزت عن غيرها بصفات شكليائية وخصال عرقية على نحو يمكن المصنفين من اعتبارها كنظاميات، وبما أن التمييز الشكلي يظل نسبيا ومختلفا بين فرد وآخر، فلا عجب أن يختلف العلماء فيما بينهم لضم هذا الكائن الحي إلى تلك الأصنوفة أو تلك. ما دفع جمعاً من العلماء نحو تصنيف الكائنات عرقيا لتلافي التضارب الشكلي. الأمر الذي مهد لنشوء علم الوراثة العرقي الذي يعد ربيب نظرية التطور ويتولى بحث في المشتركات الوراثية العرقية بين الكائنات الحية وتلك التي يجمعها عرق واحد يجعلها في أصنوفة خاصة تدعى بالفرع الحيوي. لكن الأمر لم يلق إجماعا حتى الآن. ولا زال المصنفون في يومنا ينشئون أصنوفة ما مكتفين بكونها متشابهة في العرق، كما هو الحال مع الزواحف. ولا زالت الأصانيف منذ بدأ لينيوس رائد علم التصنيف في تصنيف الكائنات الحية علميا تنتظم في شكل هرمي. ولايزال هذا الأمر ساريا سواء في التصنيف التقليدي أو علم الوراثة العرقي. وكل وحدة بناء في هرم التصنيف تعد أصنوفة مستقلة.

## التصنيف والتسلسل الأصنوفي

### مثال الأبليصور
- الشعبة : الحبليات
- شعبة تحتية: فقاريات
- الطائفة: زواحف
- الرتبة: صوريشيا
- رتبة تحتية: ثيروبودا
- رتبة صغيرة : سيراتوصوريا
- عائلة كبيرة :أبليصورويديا
- عائلة:أبليصوريداي
- عائلة تحتية: أبليصوريناي
- الجنس: أبليصور
- النوع : أبليصور كوماهونسيس

### تصنيف الثيروبودا
- المملكة = الحيوانات
- القسم =
- الفرع =
- الشعبة = الحبليات
- الشعيبة =
- الصف =
- الطائفة = الزواحف
- الصنف =
- الطبقة = الديناصورات
- الرتبة = ساوريشيا
- الرتيبة = ثيروبودا